# Sebald de Weert
Sebald de Weert (Antwerpen, 2 mei 1567 – Batticaloa, mei of juni 1603) was een kapitein en viceadmiraal van de Vereenigde Oostindische Compagnie. Hij is vooral bekend als de eerste die het bestaan van de Falklandeilanden op betrouwbare wijze vastlegde in januari 1600.

## Familie
De Weert werd geboren in Antwerpen als het zesde van zeventien kinderen van Johannes (Jan of Hans) Sweerts de Weert (geboren in 1538) en Clara (Claartje) Wonderer (1541-1595). De familie verliet op 10 januari 1569 Antwerpen en verhuisde naar Keulen; dat was om aan tirannie en vervolging te ontkomen. In 1575-1576 verhuisde men naar Amsterdam en tussen 1579 en 1584 was de familie weer woonachtig in Antwerpen. In 1586 woonde het gezin in Middelburg.

## Loopbaan

### Eerste expeditie

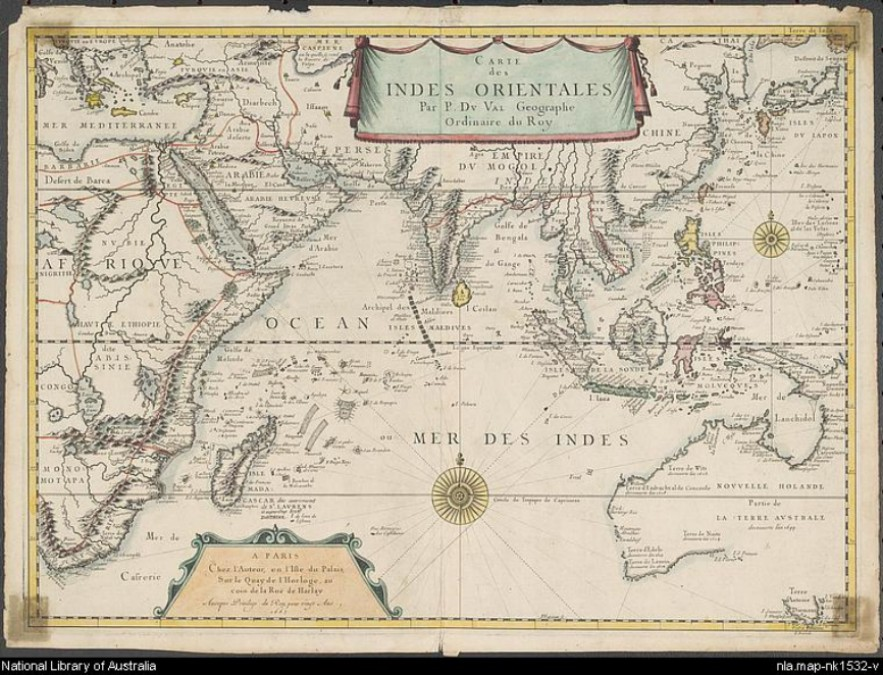
Kaart van het Oost-Indisch gebied uit 1665 van Pierre du Val

De Weert was, voorafgaand aan zijn eerste expeditiereis naar de Straat van Magellaan, compagnon in een "compagnie in coopmanschappen op Barbarije." Hij tekende met de naam "Sebalt" maar gebruikte verder de gelatiniseerde naam "Sebaldus"; in Engelse en Franse documenten wordt hij wel aangeduid als "Sebalde de Weert" en in Spaanse en Portugese als "Sebaldo de Weert." 
In en rond het jaar 1598 werden diverse ontdekkingsreizen naar de Oost vanuit Rotterdam ondernomen. Op 27 juni 1598 liet de Magelhaensche Compagnie van de rede van Goeree vijf schepen vertrekken met een totale bemanning van 494, onder commando van Jacob Mahu en gefinancierd door Pieter van der Hagen en Johan van der Veeken, twee rijke Nederlandse handelslieden. Het doel was om naar de Molukken in Nederlands-Indië te varen. De schepen waren de Hoop (kapitein Jacob Mahu, commandant der expeditie), de Liefde (kapitein Simon de Cordes, tweede commandant), het Geloof (kapitein Gerrit van Beuningen), de Trouwe (kapitein Jurriaan van Boekhout) en de Blijde Boodschap (kapitein Sebalt de Weert). Het jacht Blijde Boodschap had eerder gevaren onder de naam Vliegend Hart.
Buiten de Europese wateren gekomen voer de vloot langs de Noord-Afrikaanse kust. Ze deed de Kaapverdische Eilanden aan, waar het op 4 september op het eiland Santiago tot een treffen met de Portugezen kwam. Veel bemanningsleden van De Hoop kregen hier koorts en sommigen overleden eraan, onder wie admiraal Mahu. Hij stierf op 23 september 1598 bij het Kaapverdische Eiland Brava. Simon de Cordes volgde Mahu op als admiraal en Gerrit van Beuningen werd benoemd tot viceadmiraal. Van Beuningen werd nu geplaatst op het vlaggenschip, waardoor De Weert bevelvoerder werd van de Geloof. Mede als gevolg van een uitbraak van scheurbuik werd een korte pauze gehouden, van 16 december 1598 tot 2 januari 1599, om benodigdheden in te nemen te Annobón, een Afrikaans handelseiland ten zuiden van Sao Tomé.
In januari 1599 werd de Atlantische Oceaan overgestoken en op 7 april 1599 de Straat Magellaan bereikt. Door sterkte tegenwinden was het hierna gedurende meer dan vier maanden niet mogelijk verder te zeilen. De vloot bleef aldus in de Baai van Fortesene tot 23 augustus en tot 28 augustus in de Ridders Baai. Gedurende deze periode stierven meer dan 120 leden van de bemanning ten gevolge van het barre weer en van schermutselingen met de vijandig gezinde Patagonische inlanders. Ook de kapitein van de Trouwe, Jurriaan van Boekhout, stierf. Hij werd opgevolgd door Balthasar de Cordes, een neef van Simon.

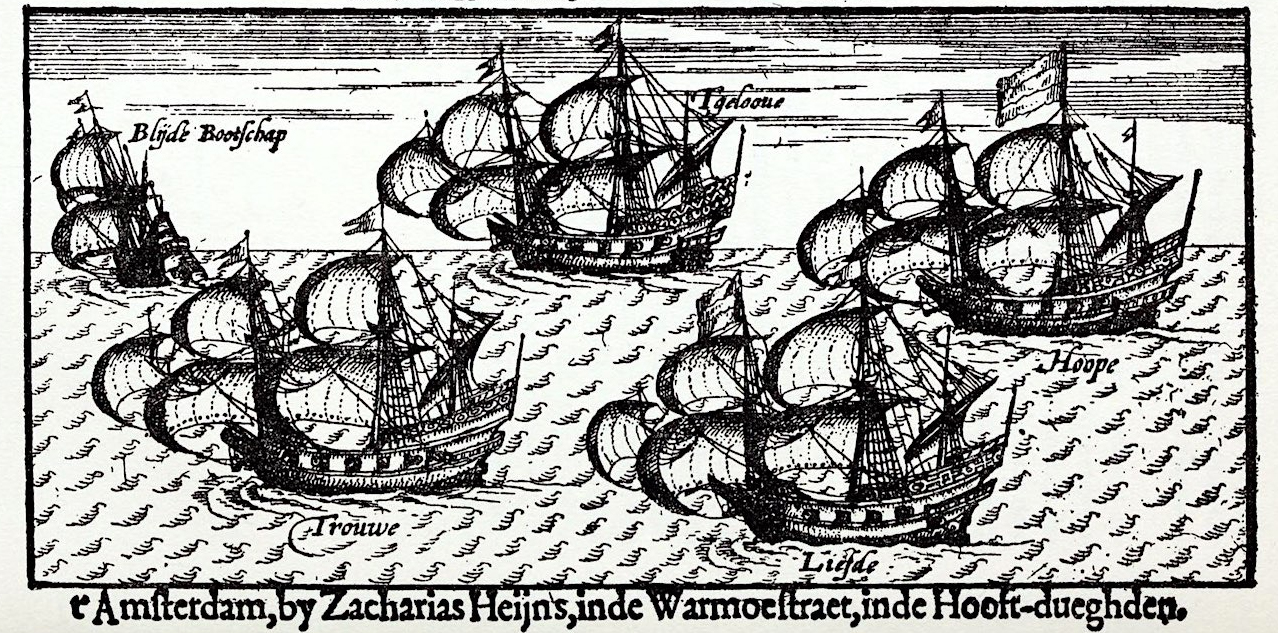
Van links naar rechts: "Blijde Boodschap", "Trouwe", "'t Geloove", "Liefde" en "Hoope". 17e-eeuwse gravure

Op 3 september 1599 werd de Grote Oceaan bereikt. De schepen raakten echter steeds meer in de problemen doordat er een zware storm opstak, waardoor de Geloof en de Trouwe de andere schepen kwijtraakten. De twee schepen bleven voor zover dat kon bij elkaar. Beide werden uiteindelijk teruggeworpen in de Straat Magellaan. Ten slotte verloor het Geloof ook de Trouwe uit het oog. Aan boord van het Geloof dreigde muiterij; de bemanning van De Weerts schip wilde, desnoods met gebruik van geweld, de steven wenden, terug naar Nederland. 

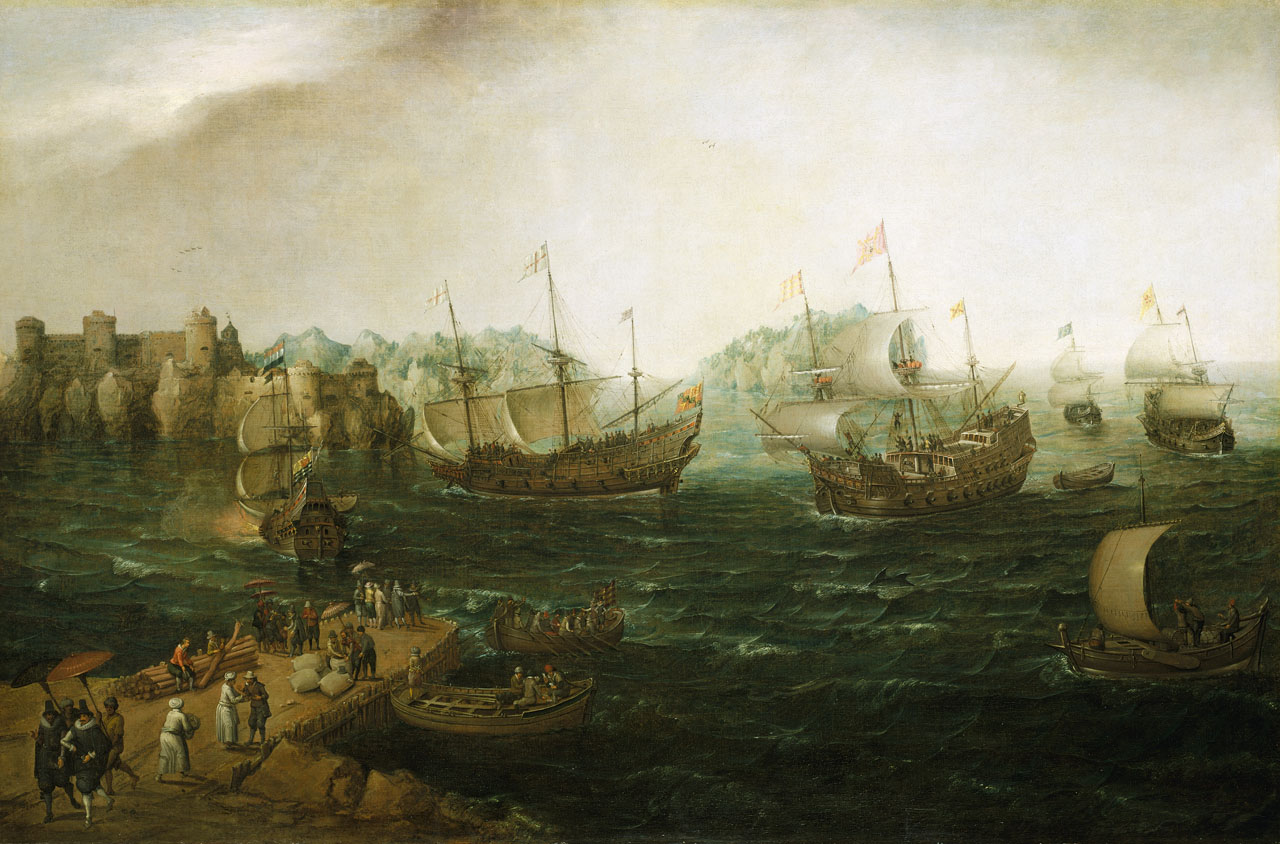
Hollandse, Engelse en Spaanse schepen in de Oost door Hendrick Cornelisz. Vroom (1614)

Het schip van De Weert bereikte Azië niet. Hij kwam de Nederlandse zeevaarder Olivier van Noort met zijn schip Mauritius tegen. Van Noort zou later bekend worden als de eerste Nederlander en de vierde zeekapitein die de wereld rondzeilde en als de man die het Spaanse galjoen San Diego tot zinken bracht in de baai van Manilla. Op het moment van de ontmoeting met De Weert was Van Noort pas op het eerste gedeelte van zijn tocht en voer hij ook in noordwestelijke richting, zodat De Weert probeerde samen met de schepen van Van Noort op te zeilen. Het lukte hem echter niet omdat de bemanning te zwak was en de schepen van Van Noort te snel voeren. Uiteindelijk werden de drie schepen door de wind teruggeblazen in de Straat, waar een tweede ontmoeting plaatsvond. Van Noort had Rotterdam met vier schepen verlaten, maar had er twee verloren tijdens stormen in de Straat Magellaan. Hij was echter vastbesloten zijn tocht voort te zetten. De Weert hoopte dat zijn bemanning weer wat op krachten zou komen voor een hernieuwde poging het doel te bereiken. Hij wilde nu met zijn schip naar het oostelijk deel van de straat zeilen om aldaar, op het Pinguïneiland, op pinguïns te gaan jagen. De uitvoering van het plan mislukte omdat sterke winden zijn schip naar het oosten dreven. De Weert besloot toen om met zijn manschappen terug te keren naar Nederland.
Aan het begin van de terugreis zag De Weert een aantal onbekende eilanden, die niet op zijn kaarten voorkwamen. Hij probeerde te stoppen, maar door het eerdere verlies van zijn sloepen was het onmogelijk er te landen. Deze eilanden, later bekend als de Jasoneilanden, behoorden tot een kleine groep in het noordwesten van de Falklandeilanden, waarvan ze onderdeel zijn. De Weert noemde deze eilanden de Sebalt de Weert-eilanden en de Falklandeilanden stonden tot ver in de achttiende eeuw bekend als de Sebald-Eilanden. In 1766 hernoemden de Engelsen de eilanden in Jason Islands en Carcass Islands, naar de schepen waar zij op voeren. In Spanje staan de eilanden echter nog steeds bekend onder de naam Islas Sebaldes of Sebaldinas. 
Het Geloof passeerde de evenaar in maart 1600 en bezocht de Azoren op 6 juni. Op 13 juli 1600 werd Nederland weer bereikt. Slechts 36 van de oorspronkelijke 105 bemanningsleden hadden de tocht overleefd. Het oorspronkelijke schip van De Weert, de Blije Boodschap, had zo weinig voorraad aan boord dat het in november 1599 gedwongen was geweest naar de Spaanse haven van Valparaíso te zeilen. De kapitein, Dirck Gerritsz. Pomp, die eerder had gewerkt voor de Portugezen in Japan, werd tot 1604 gevangen gehouden, toen hij eindelijk werd vrijgelaten tijdens een gevangenenruil tussen Nederland en Spanje.

### Reis naar Ceylon

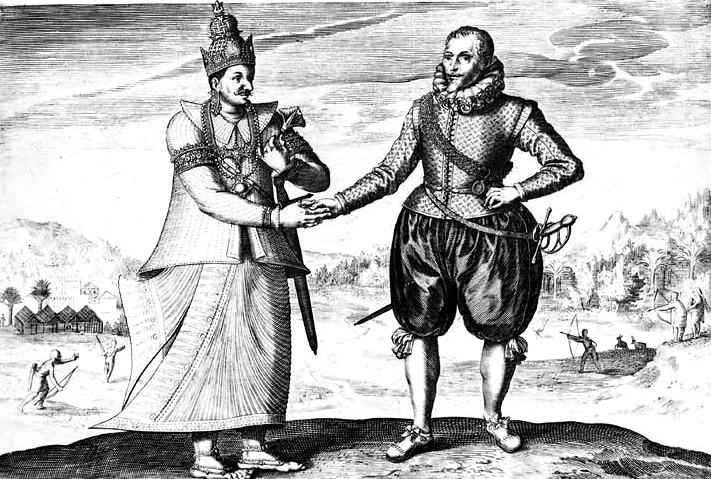
Vimaladharmasuriya ontmoet Joris van Spilbergen in 1602.

In 1602 zond de VOC drie schepen onder viceadmiraal De Weert en admiraal Wybrand van Warwijck naar de Oost. De Weert zou naar Java, Sumatra, Ceylon en de Molukken varen. Warwijck had de opdracht om, eenmaal in Azië, door te varen naar de kusten van China en aldaar handelsposten (factorijen) te stichten. In juli 1602 kwam de Nederlander Joris van Spilbergen te Batticaloa aan en had aldaar een ontmoeting met de in Kandy zetelende vorst Vimaladharmasuriya I. Zijn koninkrijk had veel van zijn invloed verloren en Vimaladharmasuriya I was min of meer verworden tot een rebellenleider met zijn uitvalsbasis in de binnenlanden van Ceylon. Hij zag een bondgenootschap met de Nederlanders als een manier om de Portugezen van de kusten terug te drijven. Van Spilbergen begon onderhandelingen en beloofde steun tegen de gemeenschappelijke vijand.

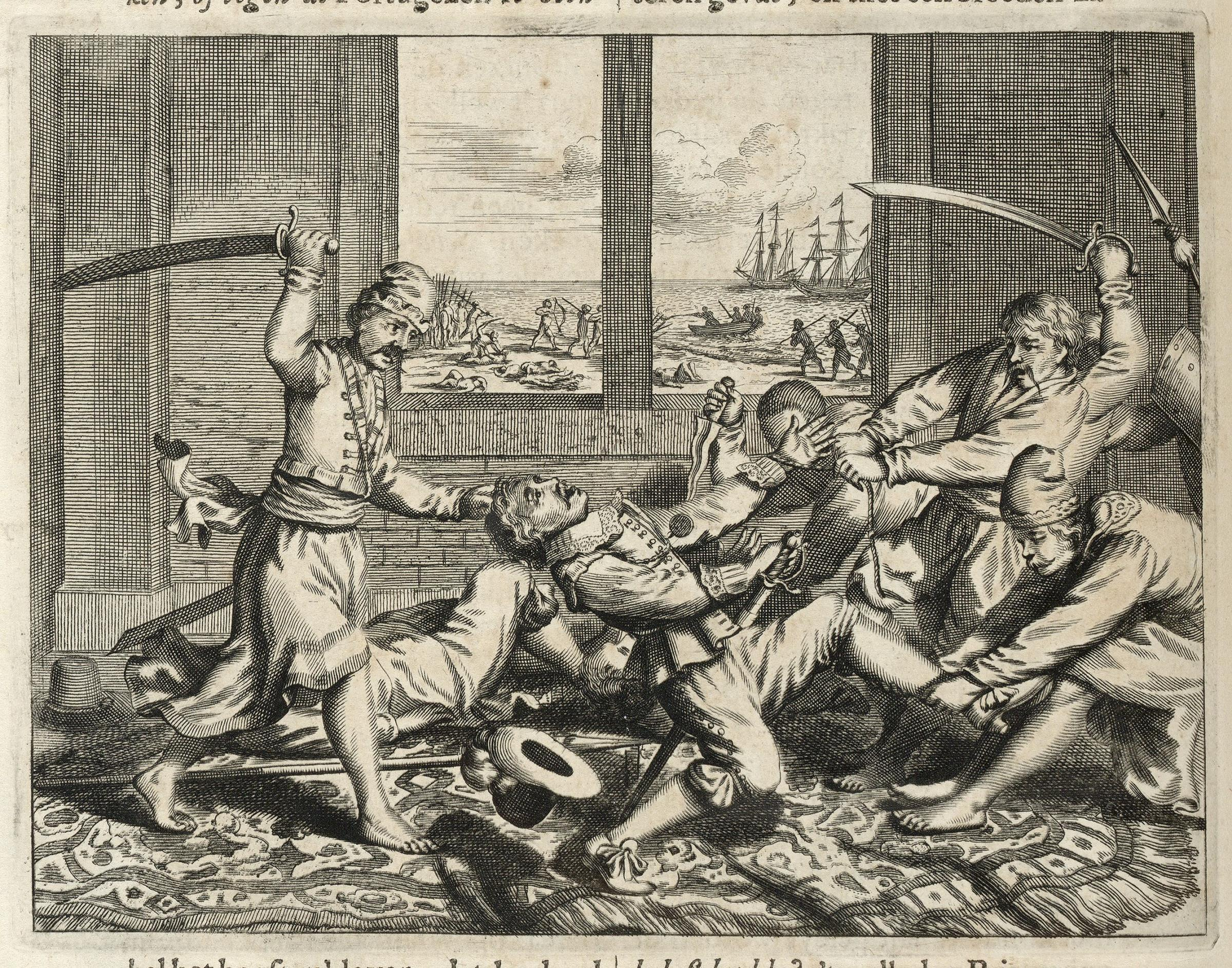
Sebald de Weert kort voor zijn dood

De Weert werd door admiraal Wijbrand van Warwijck naar Ceylon gezonden om toe te zien dat de met Vimaladharmasuriya I afgesproken zaken werden nageleefd en had opdracht om de te Kandy gelegerde troepen van Vimaladharmasuriya I te steunen. Er was besloten dat de Nederlandse troepen en die van Kandy gezamenlijk zouden optrekken tegen de Portugezen. Maar tijdens een diner in mei of juni 1603 te Batticaloa werden veel leden van de Nederlandse bemanning dronken en gedroegen zich niet langer respectvol tegenover de mensen uit Kandy. De koning werd beledigd door de zeer dronken De Weert, die voorstelde samen aan boord van zijn schip te gaan. Vimaladharmasuriya vertrouwde de intenties van De Weert niet langer en weigerde dit aanbod, waarop De Weert hem verder beledigde. Vimaladharmasuriya gaf opdracht De Weert te arresteren, die zich hevig verzette, waarop hij en vrijwel zijn gehele bemanning vermoord werden.
- Bibsys: 14020155
- Biblioteca Nacional de España: XX1158145
- Gemeinsame Normdatei: 138431183
- International Standard Name Identifier: 0000 0000 6027 4899
- Nationale Bibliotheek van Polen: a0000002802024
- Nederlandse Thesaurus van Auteursnamen: 106916572
- Système universitaire de documentation: 156499975
- Virtual International Authority File: 86905538